# Eduard Asevedo Kruz
Eduard Arturo Asevedo Kruz (Edward Arturo Acevedo Cruz) je dominikanski fudbalski reprezentativac. Rođen je 10. decembra 1985. godine u Santo Domingu u Dominikanskoj Republici. Igra na pozicijama u odbrani i napadu.

## Klupska karijera
Eduard je svoju karijeru započeo u klubu Barselona Atletiko iz Santo Dominga. Pre nego što će doći u Evropu na kratko je bio igrač haićanskog kluba Don Bosco. U septembru 2008 stiže u Srbiju i igra za FK Crvenka. Godinu dana kasnije potpisuje za FK Veternik. Svojom igrom i odnosom prema fudbalu ubrzo biva primećen i u leto 2010 dobija poziv iz FK Radničkog iz Kragujevca. Međutim, put ga odvodi na drugu stranu, u FK Modriču, klub koji se takmiči u Prvoj ligi Republike Srpske. Tamo je proveo dve godine i u leto 2012. prelazi u premijerligaški FK Rudar Prijedor.

## Reprezentacija
Asevedo Kruz je član dominikanske fudbalske selekcije od 2008. godine. Sa ovim timom je učestvovao na kvalifikacijama za Svetsko prvenstvo 2010. godine.